# 千原徹也
千原 徹也（ちはら てつや、男性、1975年11月20日 - ）は、京都府向日市出身のアートディレクター、グラフィックデザイナー。デザインオフィス「株式会社れもんらいふ」代表。キストーキョー発起人。えるマネージメント顧問。

## 概要
アートディレクター、デザインオフィス「株式会社れもんらいふ」代表。黒柳徹子の広告デザインを手掛けたり、KISS，TOKYOというブランドをゼロから立ち上げた。ブランド名を一躍有名にしたのがTシャツ、有名人をモデルに起用しフリーペーパーに。このTシャツを着るのがカッコイイというブームを作り出すと、タレントがノーギャラでフリーペーパーのモデルになってくれるようになった。
広告（H&Mや、日清カップヌードル×ラフォーレ原宿他）企業ブランディング(ウンナナクール他)、CDジャケット（桑田佳祐 「がらくた」や、吉澤嘉代子他）ドラマ制作、CM制作など、さまざまなジャンルのデザインを手掛ける。
またプロデューサーとして「勝手にサザンDAY」主催、東京応援ロゴ「KISS,TOKYO」発起人、富士吉田市の活性化コミュニティ「喫茶檸檬」運営など、活動は多岐に渡る。
映画「アイスクリームフィーバー」では初メガホンをとる。監督だけではなくプロデューサーや製作（出資）も担った。

## 経歴
1975年（昭和50年）京都府向日市生まれ。大阪で育ち、4歳のときに映画「スター・ウォーズ エピソード5/帝国の逆襲」に感銘を受けて映画監督を目指す。その後、両親は離婚し母子家庭となり貧しい生活を送る。たまに会う父が映画館へ連れて行ってくれるのが楽しみで、映画鑑賞から映像のカット割りを描いて観察したり、観てきた映画をそのまま漫画に落とし込むことを始める。書いた漫画は映画を見ていない祖母に見せて説明することで、すごく褒めてくれ、千原の感性を育てた。
高校卒業後、苦しい家計を助けるため印刷会社に就職しようとするが、母親から激怒される。「私のために働かれると、私が一生後悔する。あなたは絵が上手いのだから、そういう仕事を目指しなさい」と諭され、4年生の大学に進学。映画青年に明け暮れるなかエンド・クレジットに「ソール・バス」（アメリカのグラフィックデザイナー）の名前を見つけ、デザイナーの仕事を志した。
大学卒業後、関西のデザイン会社に就職。4年間に渡ってマクドナルド関連の仕事を経験。2002年（平成14年）27歳の時に佐藤可士和が手掛けられたSMAPの広告に出会い衝撃を覚える。美大を出ていない自分にコンプレックスがあったが佐藤の作品を見て、発想で勝負できる世界があるんじゃないかと思えた。2004年（平成16年）東京へ上京する。
2011年（平成23年）10月5日東京都渋谷区にデザインオフィス「株式会社れもんらいふ」を設立し、同社代表取締役に就任。同年10月、ボーダーをテーマとしたファッションブランド「HORIZONTAL BLANKING PERIOD」を立ち上げる。
広告、ブランディング、CDジャケット、装丁、カタログ、ファッショングラフィック、CM、WEB、キャンペーン企画、ドラマ制作、CM制作などデザインするジャンルは幅広い。
主なアートディレクションに、GU「いい感じ231」キャンペーン、スターバックス「Happy, Yellow, Frappuccino®」、森美術館「六本木クロッシング2013」、絢香「遊音倶楽部」「にじいろ」、吉澤嘉代子「幻俱楽部」、ふぇのたす「PS2015」、木村カエラ、ZUCCa 25周年キャンペーン、Yohji Ymamamoto、A MAN OF ULTRA、KOIL、新宿ルミネ「SHINJUKU STYLE COLLECTION」、舞台「100万回生きたねこ」、舞台「麦ふみクーツェ」、舞台「夜想曲集」、ドラマ「グーグーだって猫である」、レスリー・キー写真集、菊地凛子web、TAOweb、Zoff、きゃりーぱみゅぱみゅ振り袖、秋元梢本、装苑表紙、ジョンマスターオーガニック、下着ブランドウンナナクール、Lypo-C、H&M、オニツカタイガーなどの広告や、日清カップヌードル×ラフォーレ原宿の企画&デザイン、adidas Originalsの店舗ブランディング、桑田佳祐「がらくた」、関ジャニ∞アルバム「ジャム」のアートディレクション、小泉今日子の35周年ベストアルバム、NHKガッテン!ロゴなどを手がける。
その他に「勝手にサザンDAY」企画主催、J-WAVE「Lypo-C DESIGN ENERGY」ナビゲーター、東京応援ロゴ「KISS,TOKYO」発起人、富士吉田市×れもんらいふのコミュニティ「喫茶檸檬」運営など活動。
メイクアップアーティスト濱田マサルによるコスメブランドの商品プロダクトデザイン、洋服ブランドZUCCaとのコラボ「ZUCCaLEMONLIFECO.」、「れもんらいふしょっぷ」、ラジオパーソナリティ、吉澤嘉代子、ふぇのたすなどのMVの監督、サインペンを使用してキャンバスに描くアーティストとしての活動、ラジオパーソナリティ、京都「れもんらいふデザイン塾」「れもんらいふしょっぷ」「れもんらいふフェス」の開催、オンラインクロージングコミュニティサイト「れもんらいふHOUSE」の開設などグラフィックの世界だけではなく活動の幅を広げている。
2020年（令和2年）地上波ドラマの企画・監督を担当。テレビ東京・水ドラ25枠『東京デザインが生まれる日』。千原が自身で経験したデザイン業界を舞台にしたドラマ。業界で唯一無二の存在感を放つ主人公・モトーラ世理奈（初主演ドラマ）が手掛けたデザイン企画や作品をもとに、制作の経緯や過程、関係者などを描いていく。ドラマの合間に作品に携わった関係者や俳優と、千原の対談を挟む「フィクション（ドラマ）とノンフィクション（対談）のハイブリッド」が特徴であった。
2021年（令和3年）12月29日、初のエッセイ『これはデザインではない 「勝てない」僕の人生〈徹〉学』を発売。
2022年（令和4年）12月、初の映画監督作品『アイスクリームフィーバー』（パルコ配給）が2023年夏、全国公開されることが発表される。芥川賞作家・川上未映子原作、吉岡里帆主演。
2023年（令和5年）初の作品集『クリエイティブの裏技。: 人も企業も街も変える』を出版。れもんらいふ設立時の2011年から2023年までを振り返る。
2024年（令和6年）東京・原宿にある東急プラザ原宿「ハラカド」にオフィスを移転。同施設のオープンに伴い、ロゴデザインも手がける。

## 人物
- もともと映画が好きで、映画のタイトルデザインに興味を持ち、地元のデザイン事務所でアルバイトを始めたところからデザインに関わる。その後、電通系列のプロダクションや博報堂、他のデザイン事務所などに勤め紆余曲折を経て今に至る。デザインは、ファッションフォト、ファッショングラフィックがベースになっている[4]。
- 影響を受けた人物は市川崑、伊丹十三、ソール・バス、佐藤可士和[4]
- 大学の4年間は美大ではなく一般の大学に進学。昔の映画のリバイバルブームで、ゴダールやアート映画が流行していて映画にハマった[5]。映画館の年間パスを購入して年間300本を鑑賞していた。それが今の仕事にすごく活きている[14]。
- 大学卒業後は、知人のコピーライターにデザインの仕事をするにはどうしたらいいかを相談。大阪のアートディレクターの板倉忠則（海遊館のロゴを作られた方）の事務所を訪ねたら「明日から来て」と言われ、デザインの経歴が始まる。Macも何も使えない状況のなか雑用でも何でもやった。1年程アルバイトを務め、大阪の電通系列のプロダクションに入社[5]。5年程仕事をした。ひたすらマクドナルドのクーポンだけを作った。クーポンだけやっていると逆に色々な発想が生まれたという[14]。

## 著書
- 『千原徹也と、れもんらいふ”デザインの裏側がよくわかる話”』（株式会社れもんらいふ、2018年8月4日）　ISBN 978-4991048098
- 『これはデザインではない 「勝てない」僕の人生〈徹〉学』（CCCメディアハウス、2021年12月29日）　ISBN 978-4484212296
- 『クリエイティブの裏技。: 人も企業も街も変える』（誠文堂新光社 、2023年7月7日）　ISBN 978-4416623114

## 主なアートディレクション

### イベント、キャンペーン
- スターバックスのイベント「Happy, Yellow, Frappuccino®」
- ZUCCa 25周年記念イベント
- H&M GOLDEN PASSキャンペーン

### 舞台
- 「100万回生きたねこ」
- 「遠い夏のゴッホ」松山ケンイチ

### WEB
- 菊地凛子web

### コスメ
- ADDICTION

### 雑誌
- 装苑

### CDジャケット・MV
- 吉澤嘉代子
  - 「幻倶楽部」（2014年10月22日）
  - 「月曜日戦争」（2017年5月24日）
  - 『女優姉妹』（2018年11月7日）
  - 『氷菓子』（2023年7月12日）『アイスクリームフィーバー』主題歌
- 絢香
  - 「遊音倶楽部」
  - 「にじいろ」（2014年6月18日）
- チャラン・ポ・ランタン
  - 『トリトメナシ』（2017年1月18日
- 桑田佳祐
  - 『がらくた』（2017年8月23日）
- NMB48
  - 「ワロタピーポー」（2017年12月27日）
  - 「床の間正座娘」（2019年2月20日）
- 花澤香菜
  - 『ココベース』（2019年2月20日）

### ファッションブランド
- ZUCCa　ZUCCa×LESILE KEE×SO-EN
- l’atelier du savon A / W 2012、l’atelier du savon2013 S / S 、l’atelier du savon2013 A / W
- GU いい感じ２３１
- adidas Originals Flagship Store Tokyo
- Zoff SMART
- Zoff CLASSIC
- une nana cool

### 映像作品
- 連続ドラマW『グーグーだって猫である』（WOWOW）

## 監督

### 映画
- 『アイスクリームフィーバー』（パルコ配給、2023年7月14日全国公開）[15]

### テレビ
- 水ドラ25『東京デザインが生まれる日』（テレビ東京）

## 出演

### テレビ
- 『お願い!ランキング』（テレビ朝日）[16]
- 『今日からやる会議』（テレビ東京）[17]
- 『BACKSTAGE』（TBSテレビ）[18]
- 『Creator’s Space』（日本テレビ）[19]
- 『情熱大陸』（TBSテレビ） - 安達祐実特集にて千原監督の映画撮影現場

### ラジオ
- 『ホナガと千原のヤギさんラジオ』（インターネットラジオ番組、2014年2月3日 - ） - ※ナビゲーター[20]
- 『NAMIKIBASHI CONNECTION』（J-WAVE、2019年4月5日 - ） - ※ナビゲーター[21]
- 『CHINTAI presents きゃりーぱみゅぱみゅ Chapter＃0〜Touch Your Heart〜』（TOKYO FM）

### インターネット放送
- ZAZYの生配信（YouTube配信）　※https://youtube.com/wpVmrZLHyS4

## 雑誌
- 『青山デザイン会議』（宣伝会議）[22]
- 『コマーシャル・フォト』（玄光社）[23]
- 『ブレーン』（宣伝会議）[24]
- 『安全工学』（安全工学会）[25]
- 『デザインノート』（誠文堂新光社）[26]
- 『クリ活 : クリエイターの就活本』（宣伝会議）[27]
- 『HYPER CHEESE BLACK & WHITE』（玄光社）[28]